# کلانیتسا
کلانیتسا (به صربی: Klanica) یک منطقهٔ مسکونی در صربستان است که در والیفو واقع شده‌است. کلانیتسا ۵۹۰ نفر جمعیت دارد.